# 忍びの者 新・霧隠才蔵
『忍びの者 新・霧隠才蔵』（しのびのもの しん・きりがくれさいぞう）は、1966年に大映が配給した、森一生監督による日本映画である。市川雷蔵主演の忍びの者シリーズ全8作のうち、第7弾。霧隠才蔵が主人公だが、同じく才蔵およびその息子を主人公として話のつながりがあった第4作から第6作までとは設定の異なる無関係な作品となっている。

## あらすじ
大阪夏の陣で豊臣家が滅び、徳川家康は将軍職を退き駿府城に隠居したが、風魔一族の風魔大十郎を使って伊賀忍者の根絶を狙う。一方で伊賀忍者の残党である霧隠才蔵、音羽弥藤次、鴉佐源太らも家康の命を狙っていた。彼らは仲間が手に入れた城の絵図を入手し、家康を殺すべく城に潜する。

## キャスト
- 霧隠才蔵：市川雷蔵
- あかね：藤村志保
- 弥生：楠侑子
- 風魔大十郎：田村高廣
- 鴉佐源太：千波丈太郎
- 島津家久：五味龍太郎
- 音羽弥藤次：内田朝雄
- 天海僧正：佐々木孝丸
- 徳川家康：小沢栄太郎
- 本多正純：水原浩一
- 鈴鹿の陳内：伊達三郎
- 徳川秀忠：南条新太郎
- 風魔猪之八：山本一郎
- 板倉勝重：尾上栄五郎
- 赤目の小六：越川一
- 竜口の黒造：木村玄
- 斎藤源吾：沖時男
- 千姫：小村雪子

## スタッフ
- 監督 : 森一生
- 企画 : 財前定生、仲野和正
- 撮影 : 今井ひろし
- 美術 : 太田誠一
- 音楽 : 斎藤一郎
- 編集 : 谷口登司夫
- 脚本 : 高岩肇

## 併映作品
- 『ザ・ガードマン 東京忍者部隊』

## 市川雷蔵主演 忍びの者シリーズ
- 忍びの者（1962年、監督：山本薩夫）
- 続・忍びの者（1963年、監督：山本薩夫）
- 新・忍びの者（1963年、監督：森一生）
- 忍びの者 霧隠才蔵（1964年、監督：田中徳三）
- 忍びの者 続・霧隠才蔵（1964年、監督：池広一夫）
- 忍びの者 伊賀屋敷（1965年、監督：森一生）
- 忍びの者 新・霧隠才蔵（1966年、監督：森一生）
- 新書・忍びの者（1966年、監督：池広一夫）